# Municipio de Grandview (Ohio)
El municipio de Grandview (en inglés: Grandview Township) es un municipio ubicado en el condado de Washington en el estado estadounidense de Ohio. En el año 2010 tenía una población de 1731 habitantes y una densidad poblacional de 18,85 personas por km².

## Geografía
El municipio de Grandview se encuentra ubicado en las coordenadas 39°31′10″N 81°6′5″O / 39.51944, -81.10139. Según la Oficina del Censo de los Estados Unidos, el municipio tiene una superficie total de 91.81 km², de la cual 90,93 km² corresponden a tierra firme y (0,96 %) 0,89 km² es agua.

## Demografía
Según el censo de 2010, había 1731 personas residiendo en el municipio de Grandview. La densidad de población era de 18,85 hab./km². De los 1731 habitantes, el municipio de Grandview estaba compuesto por el 97,75 % blancos, el 0,4 % eran afroamericanos, el 0,17 % eran amerindios, el 0,12 % eran asiáticos y el 1,56 % eran de una mezcla de razas. Del total de la población el 0,81 % eran hispanos o latinos de cualquier raza.